# Валя-Урсулуй (комуна)
Валя-Урсулуй (рум. Valea Ursului) — комуна у повіті Нямц в Румунії. До складу комуни входять такі села (дані про населення за 2002 рік):
- Бучум (741 особа)
- Валя-Урсулуй (888 осіб)
- Джурджень (737 осіб)
- Кілій (1105 осіб)
- Мунчелу-де-Жос (483 особи)

Комуна розташована на відстані 273 км на північ від Бухареста, 55 км на схід від П'ятра-Нямца, 55 км на південний захід від Ясс.

## Населення
За даними перепису населення 2002 року у комуні проживали 3954 особи, усі — румуни. Усі жителі комуни рідною мовою назвали румунську.
Склад населення комуни за віросповіданням:
| Релігія       | Кількість осіб | Відсоток |
| ------------- | -------------- | -------- |
| православні   | 3882           | 98,2%    |
| п'ятдесятники | 51             | 1,3%     |
| адвентисти    | 16             | 0,4%     |
| бретрени      | 3              | 0,1%     |
| реформати     | 1              | < 0,1%   |
| баптисти      | 1              | < 0,1%   |